# Hellwinkel
Hellwinkel ist ein Stadtteil der Stadt Wolfsburg. Er liegt östlich des Stadtzentrums und ist nach einem alten Flurnamen benannt.

## Lage
Der Hellwinkel grenzt (im Uhrzeigersinn, nördlich beginnend) an die Stadtteile Heßlingen, Reislingen, Steimker Gärten, Steimker Berg und Schillerteich.

## Beschreibung
Der Hellwinkel ist geprägt durch mehrstöckige Nachkriegsbauten, die für die Arbeitnehmer des VW-Werks gebaut wurden, sowie durch Eigenheime und Kleingartenanlagen. Im Süden befindet sich ein Waldgebiet. Mittelpunkt des Stadtteils ist der Reislinger Markt in der Nähe der Hellwinkelschule (Grundschule). Dort befinden sich die meisten Geschäfte sowie Gemeindezentrum und Kindertagesstätte der evangelisch-lutherischen Stadtkirchengemeinde. Auch das VfL-Stadion am Elsterweg liegt im Hellwinkel.

## Geschichte

### Reislinger Lager
Das Gebiet des heutigen Stadtteils Hellwinkel war vor 1938 – dem Jahr der Stadtgründung – nicht bebaut und gehörte zur Gemarkung Heßlingen.
Bereits in der Anfangszeit des Stadtaufbaus wurden beidseits der Reislinger Straße Wohnbaracken errichtet, das „Reislinger Lager“. Um 1940 wurde östlich der Schulbaracken der Stadt des KdF-Wagens, die sich wiederum östlich von Heßlingen befanden, ein Sportplatz errichtet. 1940/41 wurde, ebenfalls in Baracken, das erste Krankenhaus der Stadt errichtet. Es befand sich nördlich der Reislinger Straße, im Bereich des heutigen Kiebitzweges, und blieb bis zur Errichtung des heutigen Klinikums am Klieversberg in Betrieb. Von 1942 bis 1944 wurde, am damaligen östlichen Stadtrand, der Schlachthof erbaut. Ein Kindergarten befand sich am Ostrand des Lagers, südlich der Reislinger Straße. Ab 1942 wurde südlich der Reislinger Straße und östlich der Lagerbaracken die Kleingartenkolonie Steimker Berg angelegt, 1943 wurde ihr Verein gegründet und dem Kleingärtnerverein Stadt des KdF-Wagens angeschlossen.
1945 wurde seitens der Stadt in Baracken neben dem Krankenhaus ein provisorisches Altenheim eingerichtet, nach dem im März 1945 ein Transport mit Bewohnern des Altenheimes der Kückenmühler Anstalten der Inneren Mission aus Stettin in der Stadt des KdF-Wagens angekommen war. Dies blieb das einzige Altenheim Wolfsburgs, bevor 1957 die ersten beiden Wolfsburger Altenheime in kirchlicher Trägerschaft eröffnet wurden. 1946/47 wurde der Kleingärtnerverein Steimker Berg e. V. Wolfsburg gegründet. Ab 1947/48 wurde der Sportplatz im Laufe der Jahre zum VfL-Stadion ausgebaut.

### Ostsiedlung

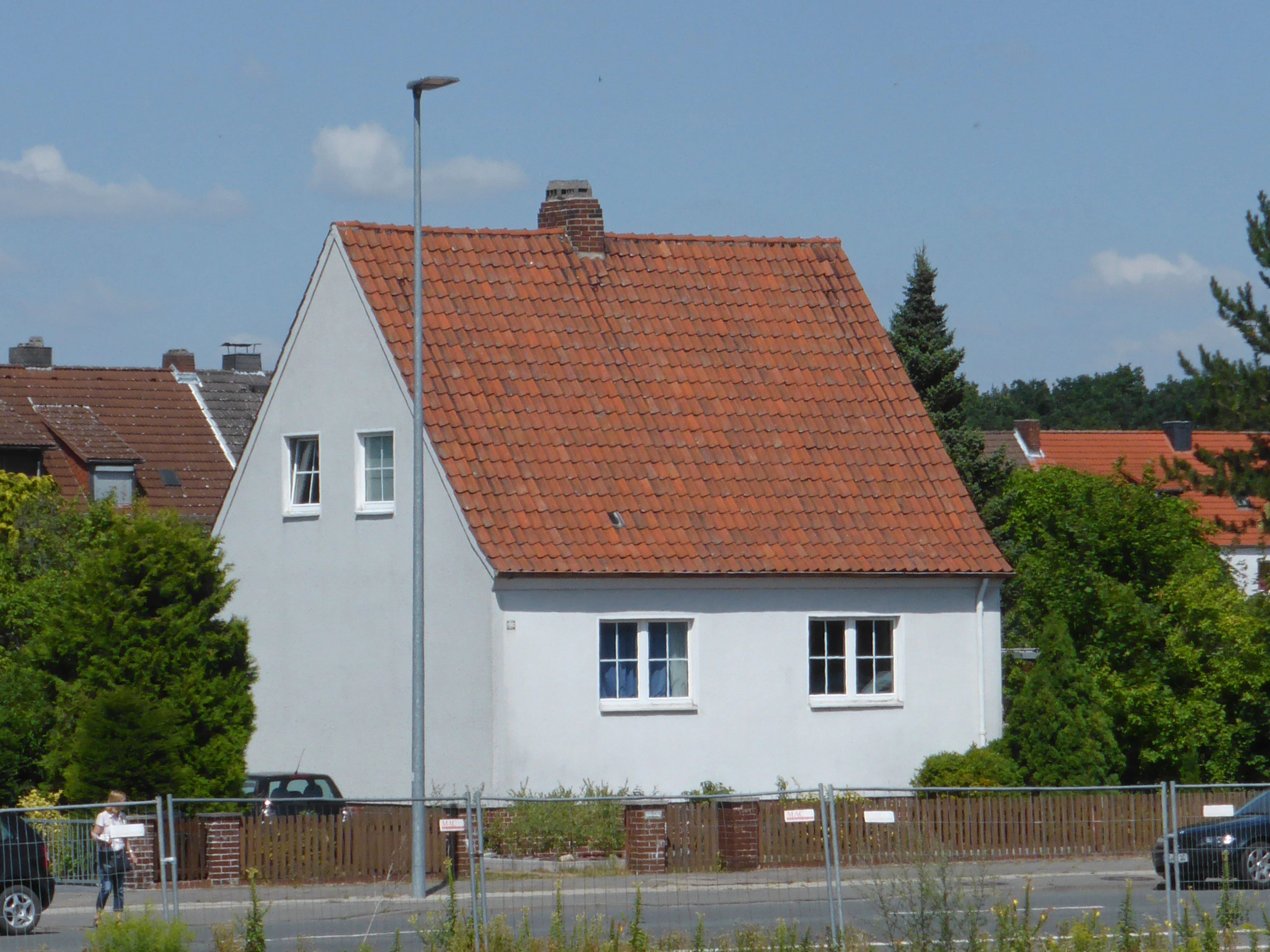
Siedlungshaus der Ostsiedlung

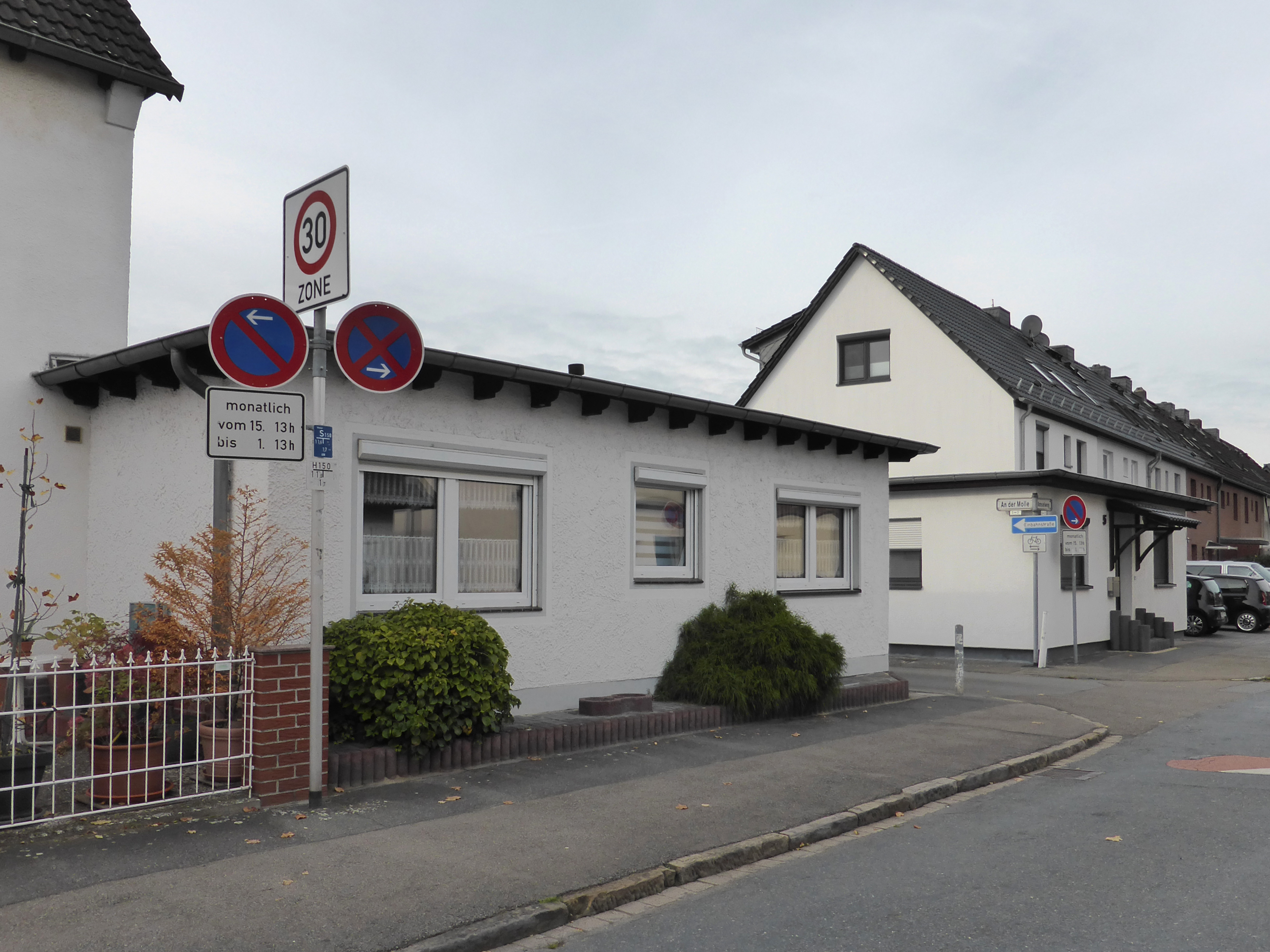
Die beiden ehemaligen Lebensmittelgeschäfte der Ostsiedlung im Amselweg

Ab 1949 entstand nördlich der Reislinger Straße die „Ostsiedlung“ als erstes Wolfsburger Neubaugebiet nach Ende des Zweiten Weltkriegs, vorwiegend Flüchtlinge und Heimatvertriebene erbauten sich um 1950/51 mit großer Eigenleistung ihre Eigenheime. Seitens der Stadt Wolfsburg wurden die Baugrundstücke im Erbbaurecht vergeben, zunächst mit der Verpflichtung, die Einfamilienhäuser mit Einliegerwohnung zu errichten, um den damals bestehenden Wohnraummangel zu lindern. 1951 wurde die Baugemeinschaft Ost gegründet, woraus 1954 der heutige Verein Haus & Grund Wolfsburg und Umgebung e. V. hervorging.
Im Amselweg und an der Nordseite der Reislinger Straße entstanden verschiedene kleine Einzelhandelsgeschäfte für die Nahversorgung der Bewohner, unter anderem Lebensmittelgeschäfte, Gaststätten, ein Schreib- und Spielwarengeschäft, eine Drogerie, eine Fleischerei und eine Bäckerei. Die 1951 eröffnete Bäckerei Wohlgemuth bestand bis 2024, sie zog später an den Reislinger Markt um und war zuletzt das älteste Einzelhandelsgeschäft des Stadtteils Hellwinkel. Anfang der 1950er Jahre wurde am Ostrand des Stadtteils, außerhalb der bisherigen Wohnbebauung, vom Inhaber der nahegelegenen Wolfsburger Teigwarenfabrik Driesen & Co eine Villa errichtet.

### Hellwinkel

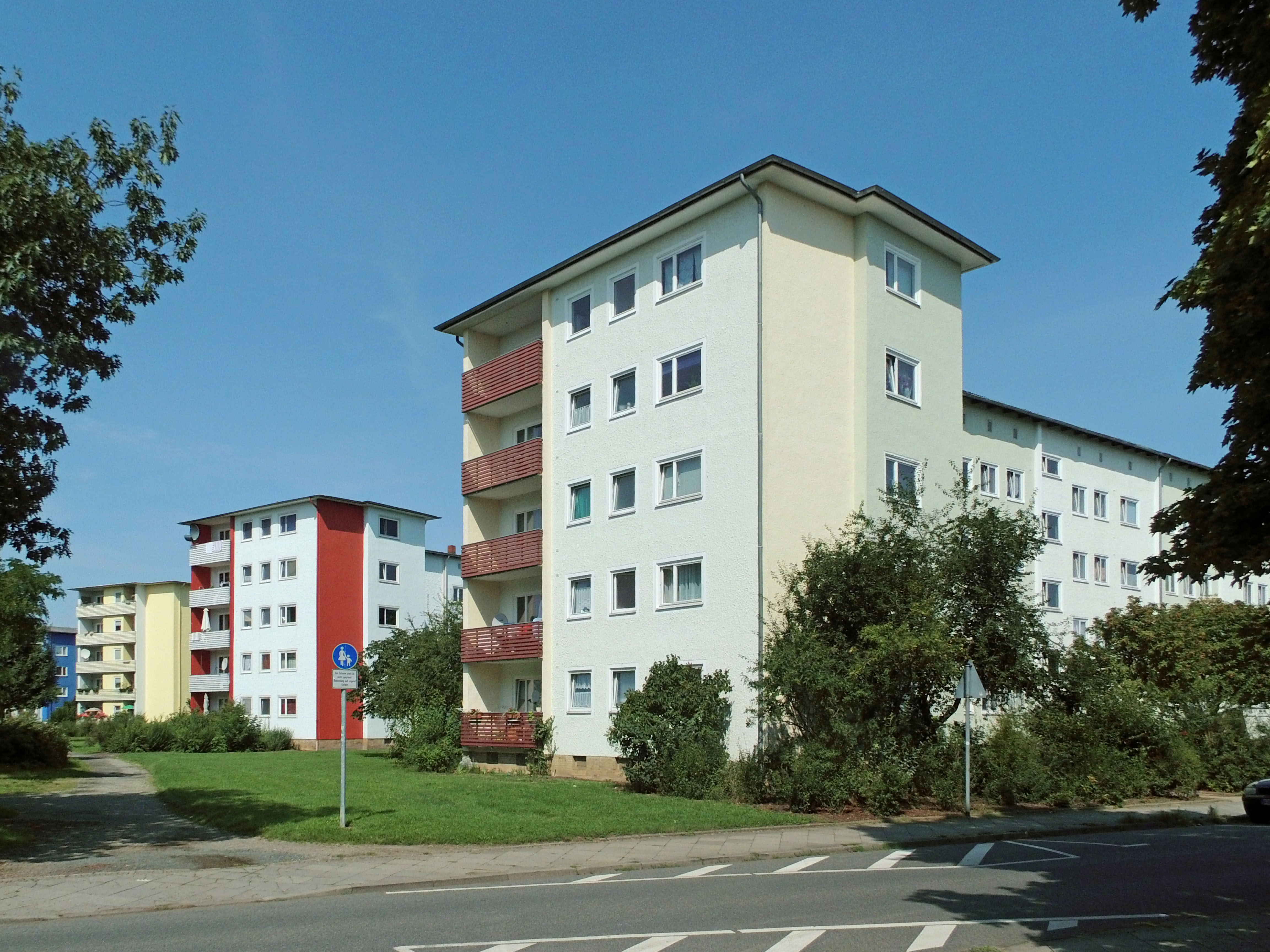
Wohnblöcke am Kiebitzweg

In den 1950er Jahren wurden die Baracken abgebrochen und durch mehrgeschossige Wohnhäuser ersetzt, und der Stadtteil Hellwinkel entstand. 1958 begann in der neuerbauten „Volksschule IX“ der Unterricht, 1959 bekam die Schule ihren heutigen Namen Hellwinkelschule. 1961 wurde im VfL-Stadion eine Tribüne errichtet. 1962 eröffnete die Volksbank eine Zweigstelle an der Reislinger Straße, in diesem Gebäude befand sich danach bis 2018 ein Friseursalon. 1963 wurde die evangelisch-lutherische Kindertagesstätte St. Annen eröffnet, 1964 daneben das Gemeindehaus der St.-Annen-Gemeinde. 1988 wurde der Schlachthof geschlossen, und etwa 1998 entstanden auf dem Grundstück des zuvor abgerissenen Schlachthofs mit dem Stieglitzring weitere Wohnhäuser.

### Hellwinkel Terrassen

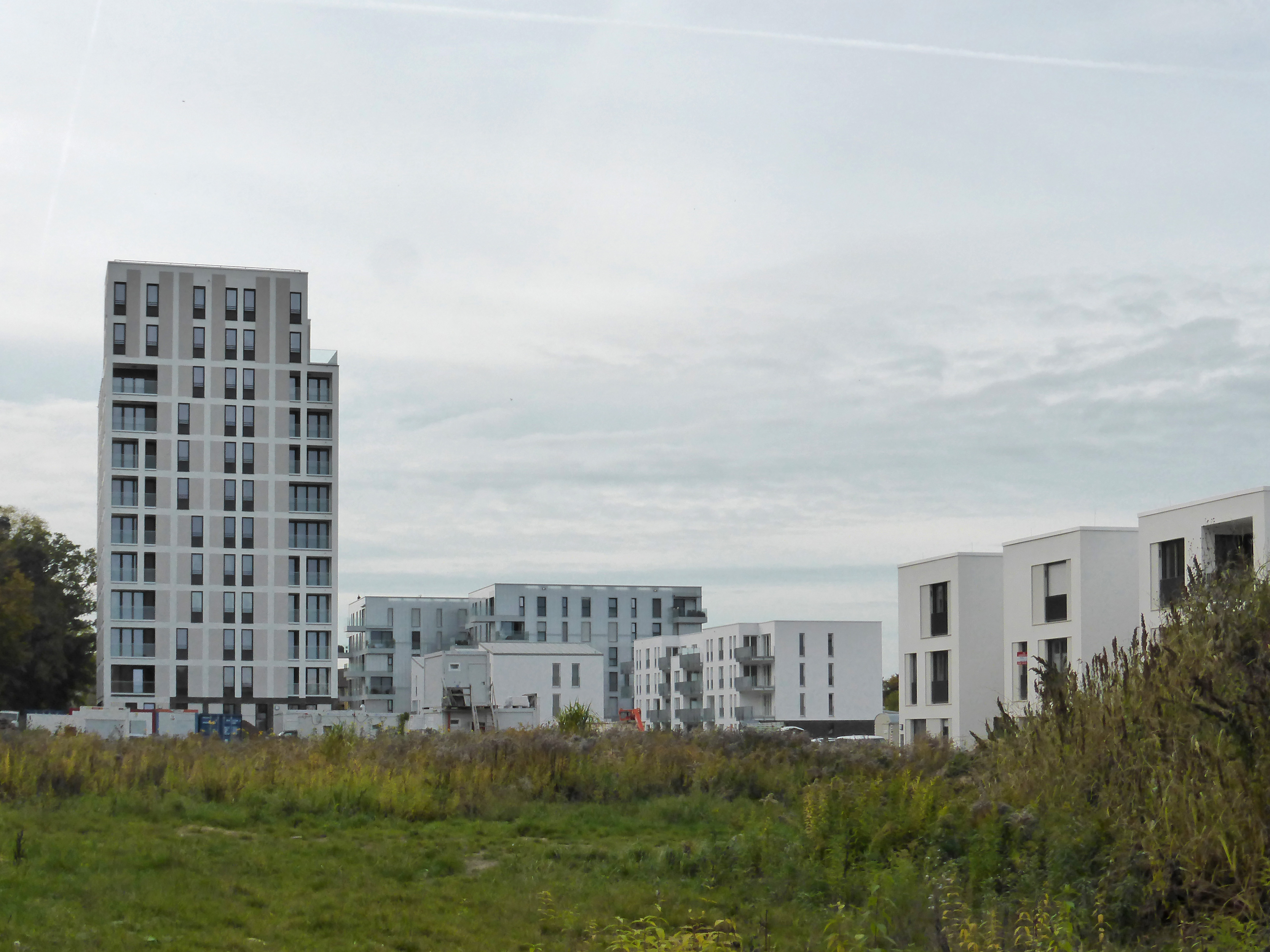
Baugebiet „Hellwinkel Terrassen“ (2021)

Seit 2016 entsteht südlich der Reislinger Straße das Neubaugebiet „Hellwinkel Terrassen“, für das 2016 die Kleingartenanlage des Kleingärtnervereins Steimker Berg weichen musste. Ab Herbst 2018 wurde auch die benachbarte Kleingartenanlage des Kleingärtnervereins Waldfrieden abgerissen. Anfang April 2019 wurde die erste Wohnung im Baugebiet „Hellwinkel Terrassen“ bezogen.

## Religion

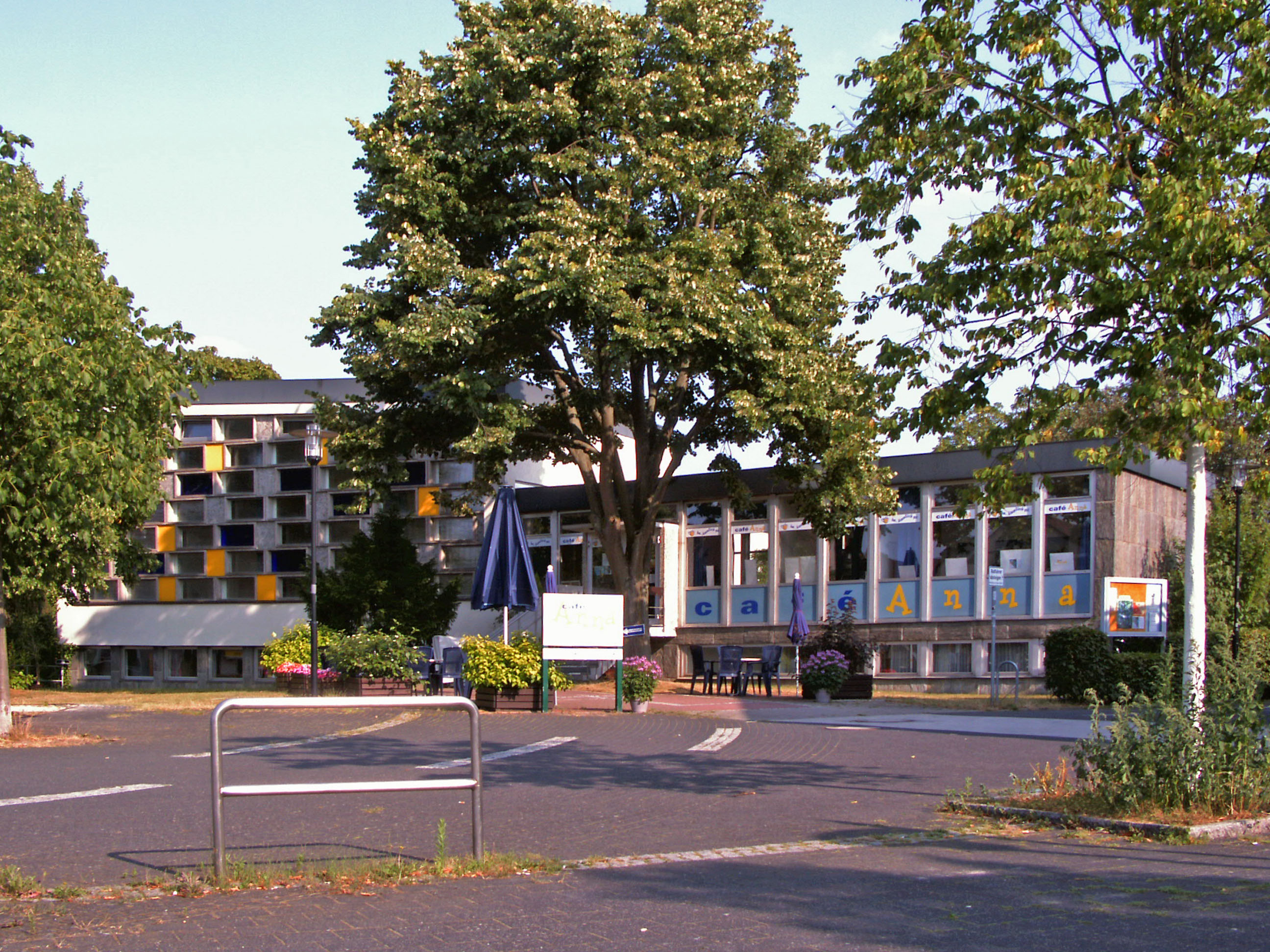
Gemeindehaus am Reislinger Markt

Das Gemeindehaus am Reislinger Markt gehört zur evangelisch-lutherischen Stadtkirchengemeinde Wolfsburg im Kirchenkreis Wolfsburg-Wittingen der Evangelisch-lutherischen Landeskirche Hannovers. Nachdem vier Jahre lang eine Baracke des ehemaligen Reislinger Lagers als evangelisch-lutherisches Gemeindehaus genutzt worden war, erfolgte am 27. September 1964 die Einweihung des heutigen Gemeindehauses, das nach Plänen des Architekten Titus Taeschner erbaut worden war, der unter anderem bereits das Wolfsburger Rathaus entworfen hatte. Eine weitere kirchliche Einrichtung im Stadtteil Hellwinkel ist das evangelische Kinder- und Familienzentrum St. Annen, das auf den gleichnamigen, bereits 1963 eröffneten Kindergarten zurückgeht. 1999 wurde im Gemeindehaus das Café Anna eröffnet, das bis 2022 bestand.
Katholische Einwohner gehören zur Pfarrei St. Christophorus, die ihre Kirche im benachbarten Stadtteil Schillerteich hat.

## Politik
Der Hellwinkel bildet gemeinsam mit den benachbarten Stadtteilen Schillerteich, Stadtmitte, Heßlingen, Rothenfelde, Steimker Berg, Steimker Gärten und Köhlerberg die Ortschaft Stadtmitte. Ortsbürgermeister ist seit 2021 Erich Schubert (SPD).

## Kultur und Sehenswürdigkeiten

### Bauwerke

#### Kunst im Stadtbild

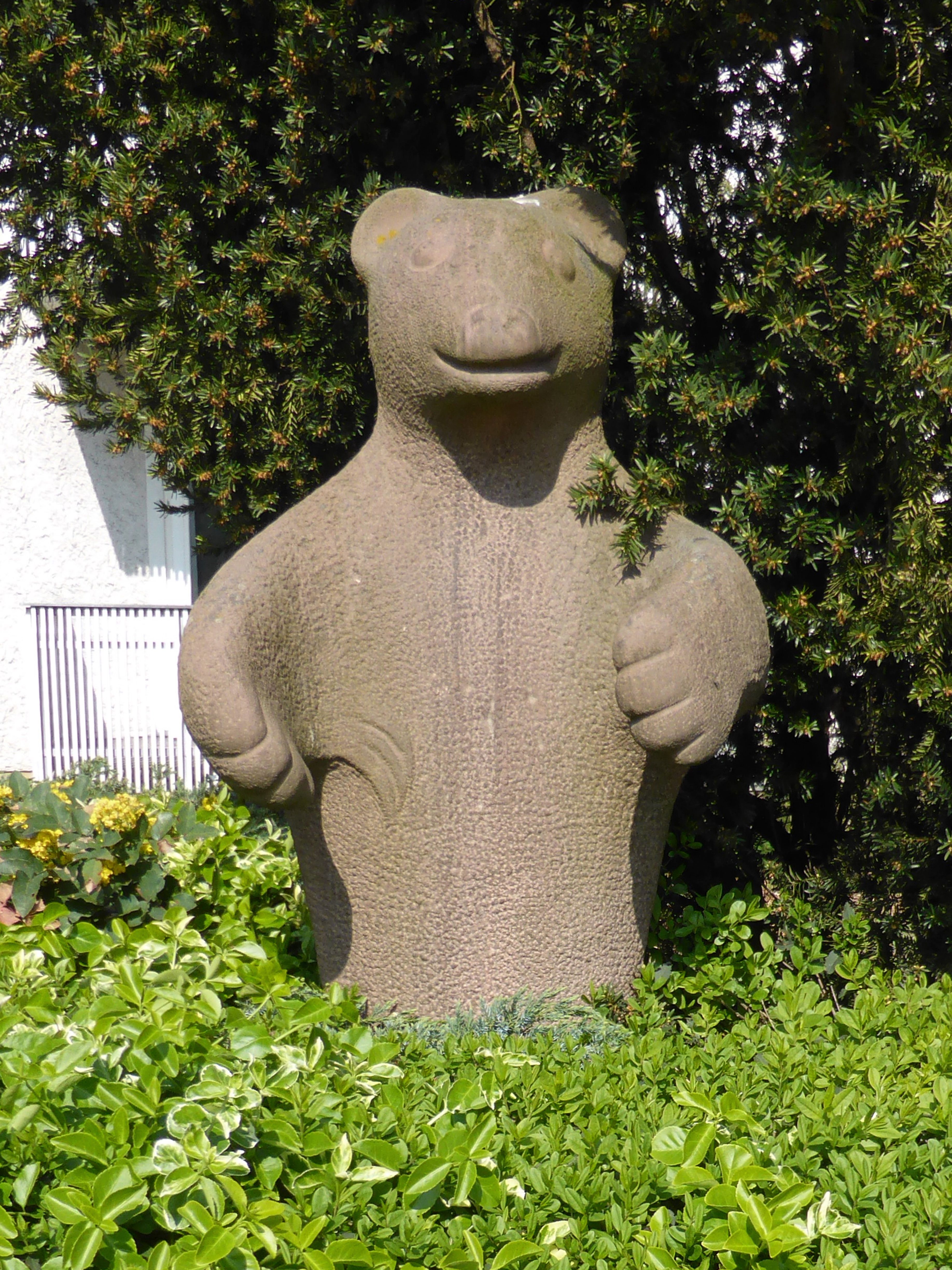
Berliner Bär

- Berliner Bär, an der Straßenecke Berliner Ring / Reislinger Straße
- Mosaik an der Außenwand der Hellwinkelschule von Hans Hirschler

#### Denkmale
Eine Stele erinnert seit 2019 an der Ostseite des Reislinger Marktes an Sidney A. Benson, Co-Pilot der United States Army Air Forces, dessen Consolidated B-24 am 29. Juni 1944 nach einer Bombardierung des Volkswagenwerkes durch eine Flugabwehrkanone abgeschossen wurde. Er überlebte als einziger der Flugzeugbesatzung und landete mit einem Fallschirm unverletzt auf einem Feld südöstlich des heutigen Stadtteils Hellwinkel, verstarb aber nach Misshandlungen noch am selben Tag im nahegelegenen Krankenhaus der Stadt des KdF-Wagens.

## Wirtschaft und Infrastruktur

### Bildung

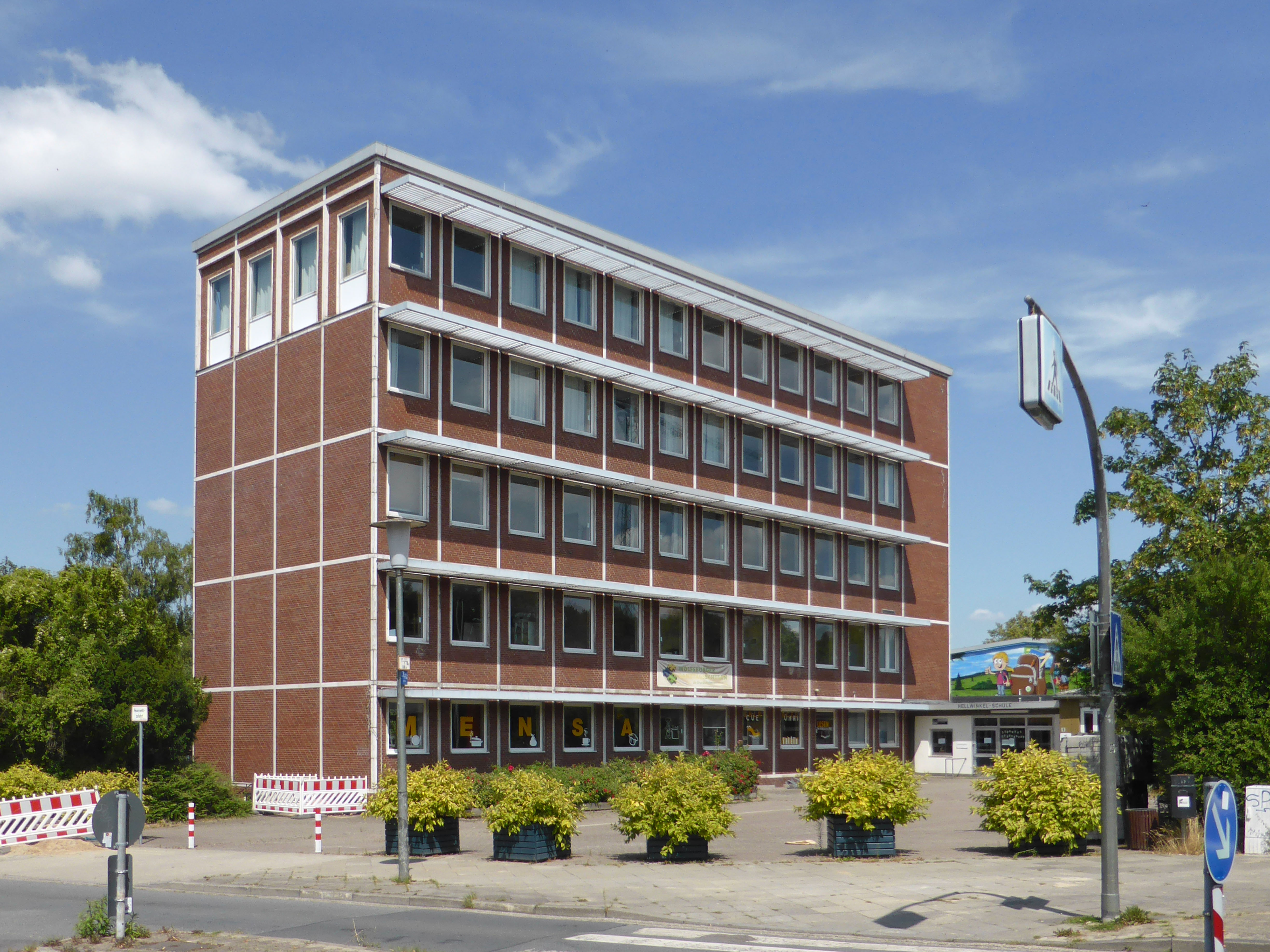
Hellwinkelschule (Hauptgebäude)

Das evangelische Kinder- und Familienzentrum St. Annen geht auf den gleichnamigen, 1963 eröffneten Kindergarten zurück. Träger ist der Ev.-luth. Kirchenkreis Wolfsburg-Wittingen. Die Einrichtung steht Kindern aller Religionen offen.
Die Kindertagesstätte der Diakonie wurde 1968 eröffnet.
Am 22. Oktober 2018 erfolgte die Grundsteinlegung für eine neue Kindertagesstätte in städtischer Trägerschaft, die im Juni 2020 als Kindertagesstätte Campus Hellwinkel ihren Betrieb aufgenommen hat. Die 120 Plätze bietende Einrichtung entstand nach Plänen des Architekten Esa Ruskeepää aus Finnland. Am 14. Oktober 2020 folgte ihre offizielle Eröffnung.
Die Hellwinkelschule ist eine Grundschule und die einzige Schule des Stadtteils. Am 8. Oktober 1958 begann in der damals „Volksschule IX“ genannten Schule der Unterricht. Heute betreibt die Hellwinkelschule neben dem Hauptstandort auch eine Außenstelle im Stadtteil Hehlingen. Eine weitere Außenstelle in Nordsteimke wurde 2022 geschlossen.

### Verkehr
Die Haupterschließungsstraße ist die Kreisstraße 2, die im Hellwinkel die Bezeichnung Reislinger Straße trägt und den Stadtteil in zwei Hälften teilt. Sie beginnt an der Kreisstraße 5 (Berliner Ring) und verläuft durch die Stadtteile Hellwinkel, Reislingen und Neuhaus in den Landkreis Helmstedt, wo sie als Kreisstraße 60 weiter über Danndorf bis nach Grafhorst führt.
Die Straßen in der nördlichen Hälfte des Stadtteils Hellwinkel sind überwiegend nach Vögeln benannt: Amsel, Drossel, Elster, Fasan, Fink, Kiebitz, Lerche, Meise, Pirol, Schwalbe, Stieglitz und Wachtel. Die Straßenbezeichnung Meisenweg wurde 1993 im Rahmen der Umstellung auf fünfstellige Postleitzahlen aufgehoben, da es in Vorsfelde ebenfalls einen Meisenweg gibt. Die drei Häuser des Meisenwegs im Stadtteil Hellwinkel wurden der benachbarten Straße Am Schäferbusch zugeordnet.
Die Haupterschließungsstraße der südlichen Hälfte des Stadtteils Hellwinkel ist die Schreberstraße, die nach Moritz Schreber benannt ist. Unweit der Schreberstraße befanden sich zum Zeitpunkt der Straßenbenennung zwei Schrebergartenanlagen. Die weiteren Straßen in diesem Bereich sind nach Blumen benannt: Anemone, Aster, Dahlie, Enzian, Gladiole, Krokus, Rose, Tulpe und Veilchen.
Durch den Stadtteil Hellwinkel führen die Buslinien 203 und 204 der Wolfsburger Verkehrs-GmbH. Die Haltestellen Am Schäferbusch, Amselweg und Kiebitzweg befinden sich an der Reislinger Straße. Die Busse fahren in östlicher Richtung über Reislingen bis nach Vorsfelde und Neuhaus, und in westlicher Richtung über den Busbahnhof am Nordkopf, die Stadtmitte und Fallersleben bis nach Sülfeld und Mörse. Die Buslinie 266 fährt im Berufsverkehr in das Volkswagenwerk Wolfsburg.
Der nächste Autobahnanschluss ist Wolfsburg-West der Bundesautobahn 39 in rund fünf Kilometer Entfernung, der Wolfsburger Hauptbahnhof ist rund zwei Kilometer entfernt.